# لة درازدلي خمسير (كبغيان)
لة درازدلي خمسير (بالفارسية: له درازدلی خمسیر) هي قرية تقع في إيران في قسم كبغيان الريفي.